# Palmartpress
Palmartpress (Eigenschreibweise: PalmArtPress) ist ein Independent-Verlag mit Sitz in Berlin-Wilmersdorf. Sein Programm umfasst deutsch- und englischsprachige erzählende Literatur und Lyrik, Theaterstücke, Philosophie und Kunstbücher.

## Geschichte
Der Verlag wurde Ende 2008 von Catharine Jane Nicely gegründet. Sein Name geht zurück auf den Buchhändler und Verleger Johann Philipp Palm. 2009 verlegte sie erste Bücher. Der Verlag wurde 2011 um eine Galerie und einen Veranstaltungsort erweitert. Seit 2011 werden Einblattdrucke herausgebracht, z. B. von Flugblättern mit Aufklärungs- und Spottschriften. Sie lehnen sich an historische Einblattholzschnitte an. Hörbücher wurden ab 2020 in das Verlagsangebot aufgenommen.
Der Schriftsteller Gerd-Peter Eigner veröffentlichte im Oktober 2016 seinen ersten Gedichtband Mammut in dem Berliner Kleinverlag. Das 2018 verlegte Buch Lebt wohl, Ihr Genossen und Geliebten! von Carmen-Francesca Banciu war für den Deutschen Buchpreis nominiert. Mit der zweisprachigen Ausgabe Starker Wind über der bleichen Stadt/Strong Wind Over the Pale City von Jakob van Hoddis erschien 2019 bei Palmartpress erstmals eine größere Auswahl seiner Gedichte auf Englisch.

## Autoren (Auswahl)
Zu den Autoren des Verlages zählen unter anderen:
- Bruno F. Apitz
- Carmen-Francesca Banciu
- Axel Barner
- Cornelia Becker
- Kornelia Boje
- Jürgen Brôcan
- Ingolf Brökel
- Matthias Buth
- Mitch Cohen
- Karl Corino
- Michel Deguy
- Axel Dielmann
- Bianca Döring
- Gerd-Peter Eigner
- Harald Gröhler
- Patrick Hattenberg
- Wolfgang Hegewald
- Wolfgang Heyder
- Ulrich Holbein
- Horst Hussel
- Jürgen K. Hultenreich
- Signe Ibbeken
- Juan Ramón Jiménez
- Volker Kaminski
- Reinhard Knodt
- Wolfgang Kubin
- Michael Lederer
- Yang Lian
- Antonio Machado
- Steffen Marciniak
- Marko Martin
- Wolfgang Nieblich
- Nicanor Parra
- Jürgen Rennert
- Karin Reschke
- Boris Schapiro
- Josef Straka
- Jakob van Hoddis
- Ai Weiwei
- Rosemarie Zens